# Klepp IL
Klepp IL es un club deportivo noruego con sede en el municipio de Klepp. Fue fundado el 1 de octubre de 1919 y cuenta con secciones de fútbol, balonmano, gimnasia, atletismo y orientación.
El club es más conocido por su equipo de fútbol femenino, el Klepp Elite, quienes juegan en la  1. divisjon y tienen la distinción de jugar en la máxima categoría de Noruega desde sus inicios hasta 2021. Además, Klepp Elite ganó la liga en 1987 y 1989. También ganó el Campeonato Nacional Norgesmester de fútbol femenino sub-19 más que cualquier otro club, ganando en 2008, 2011, 2016, 2018 y más recientemente en 2019. Entre sus exjugadores más famosos se encuentran Birthe Hegstad, Dagny Mellgren y Ane Stangeland Horpestad.
El equipo de fútbol masculino juega actualmente en la 3° divijson (cuarta división de Noruega), habiendo jugado por última vez en la Oddsenligaen (tercera división) en 2006.

## Palmarés
| Competición nacional   | Títulos | Subcampeonatos   |
| ---------------------- | ------- | ---------------- |
| Primera división (1/2) | 1987    | 1988, 2018       |
| Copa de Noruega (1/3)  | 1989    | 1987, 1996, 1997 |